# Edmonton
Edmonton () je glavno mesto kanadske province Alberta, ki stoji ob reki Severni Saskatchewan približno v sredini te province na zahodu Kanade. S 932.546 prebivalci (po popisu leta 2016) je peta največja kanadska občina, v širšem velemestnem območju pa živi 1,3 milijona ljudi. Mesto je znano kot »vrata proti severu«, saj predstavlja izhodišče za izkoriščanje naftnega peska na severu Alberte in kopanje diamantov v Severozahodnih teritorijih.